# Надгробни споменик Василија Живковића
Надгробни споменик Василија Живковића налази се на Православном гробљу у Панчеву, парцела бр. 12, први ред, гробно место бр. 16 и представља непокретно културно добро као споменик културе.
Споменик је типичног изгледа, изграђен од сивог камена. На њему је следећи натпис: „Василије Живковић протопрезвитер рођен 1819. умро 1891.” Био је свештеник у Панчеву, а писао је и поезију. Студирао је прво право у Пешти и Пожуну, а затим учио богословију у Вршцу. Био је један од оснивача Друштва српске слоге банатске. Године 1846. постао је парох у Панчеву, а касније и протопрезвитер. За то време био је један од најистакнутијих јавних културних радника у Панчеву. Написао је већи број песама и објављивао их је у тадашњим српским листовима. За неке од њих је касније компонована и музика, које се данас певају као народне песме. То су, између осталих, „Радо иде Србин у војнике”, „Ти плавиш зоро красна”, „Одби се бисер од грана” и др.